# Северная погоня (фильм)
«Северная погоня» (англ. Northern Pursuit) — черно-белая драма 1943 года.

## Сюжет
Стив Вагнер из Канадской конной полиции захватывает в плен офицера Люфтваффе, который позже совершает побег из лагеря. Стив входит в доверие к шпионам, и они посвящают его в свои планы.

## В ролях
- Эррол Флинн — Стив Вагнер
- Джули Бишоп — Лора Макбейн
- Хельмут Дантин — Полковник Гуго фон Келлер
- Джон Риджли — Джим Остин
- Джин Локхарт — Эрнст
- Монти Блю — Джин